# Colline Saluzzesi
Colline Saluzzesi è una DOC riservata ad alcuni vini la cui produzione è consentita nella provincia di Cuneo

## Zona di produzione
La zona di produzione comprende l'intero territorio dei comuni di Pagno e Piasco e parte dei comuni di Brondello, Busca, Costigliole Saluzzo, Dronero, Envie, Manta, Martiniana Po, Revello, Saluzzo, Verzuolo e Villar San Costanzo.

## Storia
Il Saluzzese è un territorio ricco di vitigni locali, tra cui il Nebbiolo di Dronero, che alla fine del XX secolo è stato riconosciuto come clone dello Chatus, e il Pelaverga di Saluzzo, ora classificato Pelaverga e ben distinto dal Pelaverga piccolo, tipico di Verduno. Dopo il riconoscimento della DOC nel 1996 si sta assistendo a una rinascita della viticoltura, già praticata in loco dai Taurini.
Nel 1721 i Bandi Campestri della città di Busca fanno riferimento al vitigno Quagliano.
Il “Pelaverga” dai tempi più antichi era coltivato nell'area di Pagno), allo sbocco della Valle Bronda. Pare che il vitigno vi sia stato introdotto dai frati di San Colombano che, sul finire dell'VIII secolo, fondarono un monastero a Pagno. Giovanni Andrea Saluzzo del Castellar, nel suo libro di memorie, narra che già nel 1511 Margherita di Foix, moglie di Ludovico II marchese di Saluzzo, mandava in omaggio ogni anno “una trantena di botalli de vino de Pagno et de Chastella” a Papa Giulio II perché “el bon vin gli piasia: et non fu mai meglior espesa per la chassa de Saluce fata che mandar questo vino ch'è stato causa de tanti beni”. Il “Pelaverga” di Pagno continuò nel corso dei secoli ad essere conosciuto ed apprezzato, tanto da essere uno dei pochi vitigni all'epoca vinificati in purezza. Il vino che se ne otteneva era leggero e poco colorato, da consumarsi entro pochi mesi dopo la vendemmia, salvo quando, come accadeva frequentemente, vi si univano uve “Nebbiolo”, nel qual caso i vini risultavano più serbevoli e corposi. Era uso comune, inoltre, conservarne grappoli su graticci per il consumo come uva da mensa (Eandi, 1835). Negli anni '60 del XX secolo veniva denunciata una produzione di soli 250 q di uva.

## Tecniche di produzione

### Norme per la viticoltura
Le condizioni ambientali e di coltura dei vigneti devono essere quelle tradizionali della zona, in terreni argillosi, sabbiosi, calcarei o marnosi, in giacitura collinare; sono esclusi i terreni di fondovalle. L'altitudine non può superare i 750 metri slm. Il sistema di allevamento e potatura è la controspalliera con vegetazione assurgente.
È obbligatoria l'indicazione dell'annata di produzione delle uve, ad eccezione della tipologia Quagliano Spumante.

### Norme di produzione
La vinificazione va effettuata in provincia di Cuneo; imbottigliamento e spumantizzazione nella Regione Piemonte. 
Si richiede un invecchiamento di 12 mesi.

## Disciplinare
La DOC "Colline Saluzzesi" è stata istituita con D.M. 14.09.1996, pubblicato sulla Gazzetta Ufficiale n. 227 del 27.09.1996
 Successivamente è stato modificato con 
- D.M. 17.02.1997 - G.U. n. 61 del 14.03.1997
- D.M. 19.10.2010 - G.U. n. 271 del 19.11.2010
- D.M. 30.11.2011 - G.U. n. 295 del 20.12.2011 Pubblicato sul sito ufficiale del Mipaaf
- D.M. 12.07.2013 - Pubblicato sul sito ufficiale del Mipaaf

- La versione in vigore è stata approvata con D.M. 07.03.2014, pubblicato sul sito ufficiale del Mipaaf[7]

## Tipologie

### Rosso
È consentita la menzione vigna, purché il vigneto abbia almeno 7 anni e con resa dell'uva per ettaro di almeno 80 q. 
| uvaggio                        | Barbera, Chatus, Nebbiolo, Pelaverga, da soli o congiuntamente, almeno per il 60%. |
| colore                         | rosso rubino                                                                       |
| odore                          | fruttato. vinoso, intenso caratteristico                                           |
| sapore                         | fresco, secco, fruttato intenso, caratteristico                                    |
| titolo alcolometrico minimo    | 11,50% vol.                                                                        |
| acidità totale minima          | 4,5 g/l.                                                                           |
| estratto secco minimo          | 18,00 g/l                                                                          |
| resa massima di uva per ettaro | 100 q.                                                                             |
| resa massima di uva in vino    | 70 %                                                                               |

### Barbera
È consentita la menzione vigna, purché il vigneto abbia almeno 7 anni e con resa dell'uva per ettaro di almeno 80 q.
| uvaggio                        | Barbera 100%                                                                       |
| colore                         | rosso rubino, con riflessi violacei da giovane, tendente al granato se invecchiato |
| odore                          | vinoso, intenso, caratteristico, delicato                                          |
| sapore                         | asciutto, armonico, vellutato, leggermente tannic                                  |
| titolo alcolometrico minimo    | 12,00% vol.                                                                        |
| acidità totale minima          | 5,0 g/l.                                                                           |
| estratto secco minimo          | 18,00 g/l                                                                          |
| resa massima di uva per ettaro | 90 q.                                                                              |
| resa massima di uva in vino    | 70 %                                                                               |

### Chatus
È consentita la menzione vigna, purché il vigneto abbia almeno 7 anni e con resa dell'uva per ettaro di almeno 80 q.
| uvaggio                        | Chatus 100%                                                |
| colore                         | rosso rubino intenso                                       |
| odore                          | fruttato, vinoso                                           |
| sapore                         | asciutto, di buon corpo, armonico ed eventualmente tannico |
| titolo alcolometrico minimo    | 12,00% vol.                                                |
| acidità totale minima          | 5,0 g/l.                                                   |
| estratto secco minimo          | 18,00 g/l                                                  |
| resa massima di uva per ettaro | 90 q.                                                      |
| resa massima di uva in vino    | 70 %                                                       |

### Pelaverga
È consentita la menzione vigna, purché il vigneto abbia almeno 7 anni e con resa dell'uva per ettaro di almeno 80 q.
Può venire prodotto nelle versioni secco e amabile.
| uvaggio                        | Pelaverga 100%                                                                                                |
| colore                         | rosso rubino tenue                                                                                            |
| odore                          | fine, delicato, fragrante, delicatamente fruttato con sentore di ciliegia e lampone, speziato, caratteristico |
| sapore                         | secco, armonico morbido. Nel tipo amabile, fresco, delicato con aroma di lampone, talvolta vivace             |
| titolo alcolometrico minimo    | 11,50% vol.                                                                                                   |
| acidità totale minima          | 4,5 g/l. |
| estratto secco minimo          | 17,00 g/l |
| resa massima di uva per ettaro | 90 q. |
| resa massima di uva in vino    | 70 % |

### Pelaverga rosato
È consentita la menzione vigna, purché il vigneto abbia almeno 7 anni e con resa dell'uva per ettaro di almeno 80 q.
| uvaggio                        | Pelaverga 100%                                                                   |
| colore                         | rosato più o meno intenso                                                        |
| odore                          | fine, delicato, fragrante, floreale e fruttato con sentore di ciliegia e lampone |
| sapore                         | secco, o eventualmente abboccato, armonico morbido                               |
| titolo alcolometrico minimo    | 11,50 % vol.                                                                     |
| acidità totale minima          | 4,5 g/l.                                                                         |
| estratto secco minimo          | 15,00 g/l                                                                        |
| resa massima di uva per ettaro | 90 q.                                                                            |
| resa massima di uva in vino    | 70 %                                                                             |

### Quagliano
È consentita la menzione vigna, purché il vigneto abbia almeno 7 anni e con resa dell'uva per ettaro di almeno 80 q.
| uvaggio                        | Quagliano 100%                                                                   |
| colore                         | rosso tenue, con eventuali riflessi violacei                                     |
| odore                          | delicatamente vinoso con sentore di viola e con aroma gradevole e caratteristico |
| sapore                         | amabile e gradevolmente dolce, di medio corpo, fruttato, talvolta vivace         |
| titolo alcolometrico minimo    | 11,00 % vol. di cui almeno 5,5 svolti                                            |
| acidità totale minima          | 5,00 g/l.                                                                        |
| estratto secco minimo          | 18,00 g/l                                                                        |
| resa massima di uva per ettaro | 90 q.                                                                            |
| resa massima di uva in vino    | 70 %                                                                             |

### Quagliano spumante
È consentita la menzione vigna, purché il vigneto abbia almeno 7 anni e con resa dell'uva per ettaro di almeno 80 q. VERIFICA
| uvaggio                        | Quagliano 100%                                                          |
| spuma                          | fine e persistente                                                      |
| colore                         | rosso tenue tendente al violaceo                                        |
| odore                          | delicatamente vinoso con sentore di viola, gradevolmente caratteristico |
| sapore                         | gradevolmente dolce, di medio corpo, assai fruttato                     |
| titolo alcolometrico minimo    | 11,00 % vol. di cui almeno 7,00 % svolti                                |
| acidità totale minima          | 5,00 g/l.                                                               |
| estratto secco minimo          | 18,00 g/l                                                               |
| resa massima di uva per ettaro | 90 q.                                                                   |
| resa massima di uva in vino    | 70 %                                                                    |